# Kovači, Plužine
Kovači este un sat din comuna Plužine, Muntenegru. Conform datelor de la recensământul din 2003, localitatea are 61 de locuitori (la recensământul din 1991 erau 93 de locuitori).

## Demografie
În satul Kovači locuiesc 51 de persoane adulte, iar vârsta medie a populației este de 40,4 de ani (44,0 la bărbați și 35,8 la femei). În localitate sunt 18 gospodării, iar numărul mediu de membri în gospodărie este de 3,39.
Populația localității este foarte eterogenă.
|  |

| Demografie | Demografie | Demografie |
| An         | Locuitori  | Locuitori  |
| ---------- | ---------- | ---------- |
|            |            |            |
|            |            |            |
|            |            |            |
|            |            |            |
| 1948       | 127        |            |
| 1953       | 143        |            |
| 1961       | 144        |            |
| 1971       | 122        |            |
| 1981       | 99         |            |
| 1991       | 93         | 93         |
| 2003       | 61         | 61         |

| \| Componența etnică conform recensământului din 2003[2] \| Componența etnică conform recensământului din 2003[2] \| Componența etnică conform recensământului din 2003[2] \| Componența etnică conform recensământului din 2003[2] \| Componența etnică conform recensământului din 2003[2] \| \| ----------------------------------------------------- \| ----------------------------------------------------- \| ----------------------------------------------------- \| ----------------------------------------------------- \| ----------------------------------------------------- \| \| \| \| \| \| \| \| Sârbi \| Sârbi \| \| 35 \| 57,37% \| \| Muntenegreni \| Muntenegreni \| \| 3 \| 4,91% \| \| necunoscută \| necunoscută \| \| 0 \| 0% \| |              |  |    |        |
| Componența etnică conform recensământului din 2003 |              |  |    |        |
| |              |  |    |        |
| Sârbi | Sârbi        |  | 35 | 57,37% |
| Muntenegreni | Muntenegreni |  | 3  | 4,91%  |
| necunoscută | necunoscută  |  | 0  | 0%     |